# 兼松寅太郎
兼松 寅太郎（かねまつ とらたろう、1867年2月4日（慶応2年12月30日）- 1941年（昭和16年）5月25日）は、日本の政治家。衆議院議員（1期）。

## 経歴
近江国犬上郡、のちの滋賀県犬上郡彦根町（現彦根市）出身。(株)近江米取引所監査役、同理事長、彦根米穀取引所仲買人、長浜製氷冷蔵(株)社長、大津商業会議所会頭、近江絹糸紡績(株)取締役、近畿バラスト(株)監査役となる。
1924年の第15回衆議院議員総選挙において滋賀1区から立憲政友会公認で立候補して当選した。衆議院議員を1期務めた。1928年の第16回衆議院議員総選挙には立候補しなかった。1964年死去。